# من می‌ترسم
من می‌ترسم فیلمی به کارگردانی، نویسندگی و تهیه‌کنندگی بهنام بهزادی محصول سال ۱۳۹۷ است.
این فیلم در بخش سودای سیمرغ سی و هشتمین دوره جشنواره فیلم فجر حضور داشت.

## خلاصه داستان
من می‌ترسم روایت مردی به نام بهمن (پوریا رحیمی سام) است که قبلاً و به دلایل سیاسی، به زندان افتاده است. بهمن حالا احساس می‌کند کسی دائم او را تعقیب می‌کند و این سایه ناپیدا، او را تا مغز استخوان ترسانده است. کار و زندگی بهمن طبق روال پیش نمی‌رود و سنگ است پشت سنگ که جلوی پای او سبز می‌شود. در این میان مهاجرت دوست بهمن، نسیم (الناز شاکردوست)، هم مزید بر علت است تا او را در موقعیتی بحرانی و سخت قرار دهد.

## بازیگران
- الناز شاکردوست
- پوریا رحیمی‌سام
- امیر جعفری
- ستاره پسیانی
- مهران احمدی
- میترا رفیع
- پیام یزدانی

## جوایز

### سی و هشتمین دوره جشنواره فیلم فجر
| بخش                       | نامزد                    | نتیجه    |
| ------------------------- | ------------------------ | -------- |
| بهترین بازیگر نقش اول زن  | الناز شاکردوست           | نامزدشده |
| بهترین بازیگر نقش مکمل زن | ستاره پسیانی             | نامزدشده |
| بهترین فیلمنامه           | بهنام بهزادی و سحر سخایی | نامزدشده |